# سیلور دیسکاورر
سیلور دیسکاورر (به انگلیسی: Silver Discoverer) یک کشتی است که طول آن ۱۰۲٫۹۷ متر (۳۳۷٫۸ فوت) می‌باشد. این کشتی در سال ۱۹۸۹ ساخته شد.